# Соков, Василий Александрович
Васи́лий Алекса́ндрович Со́ков (26 декабря 1912 [8 января 1913], Сильницы, Ярославская губерния — 3 марта 1944, Вируский уезд, Эстония) — советский шашист и шахматист, теоретик, шашечный композитор, мастер спорта по русским шашкам (1934).
Василий Соков, родившийся в крестьянской семье близ Ростова, перебрался с матерью в Ленинград в середине 1920-х годов. Стал чемпионом города среди школьников в 1928 году, в 1930 году получил 1-ю категорию по шашкам и в 1932 году впервые стал победителем взрослого чемпионата Ленинграда. В дальнейшем Соков получил звание мастера, становился серебряным призёром VI первенства СССР в 1934 году, двукратным победителем личного первенства ВЦСПС и, наконец, в 1938 году выиграл VII первенство СССР. Помимо успешных выступлений в турнирах, Соков был ведущим шашечным теоретиком и шашечным композитором своего времени, разработавшим несколько новых дебютов в русских шашках (в числе которых защита Сокова, ленинградская защита и новоленинградская защита) и выигравшим несколько всесоюзных конкурсов по составлению этюдов. Он также занимался шахматной композицией и получил звание кандидата в мастера по шахматам.
В начале Великой Отечественной войны Соков ушёл на фронт. Временно вернувшись в блокадный Ленинград, он успел стать серебряным призёром первенства города по шахматам в 1943 году, а после прорыва блокады вернулся на передовую и погиб в Эстонии в марте 1944 года. Памяти Василия Сокова было посвящено первое послевоенное первенство СССР, а также очные турниры и соревнования по переписке в последующие десятилетия.

## Биография

### Семья и детские годы
Василий Соков родился 26 декабря 1912 года (8 января 1913) в деревне Сильницы вблизи от Ростова (ныне Ростовский район Ярославской области). Меньше чем через пять месяцев после рождения мальчика его семья переехала в Кронштадт, где его отец, Александр Антонович, нашёл место парикмахера. Однако на этой работе он удержался недолго, поругавшись с хозяином, а потеряв работу, начал пить. Семье пришлось оставить Кронштадт и переехать в деревню Лебяжье под Санкт-Петербургом, откуда в 1915 году Александра Сокова забрали в армию. Васю Сокова в трёхлетнем возрасте отдали на воспитание двоюродному брату матери в деревню Лужки, а сама мать, Елизавета Ивановна, не в силах сводить концы с концами на маленьком земельном наделе, отправилась на заработки в столицу (к этому моменту носившую название Петроград), где устроилась на работу браковщицей на Трубочный завод. Долгие рабочие часы и стеснённые материальные условия не позволяли ей часто видеться с сыном, который рос в многодетной крестьянской семье дяди.
После Октябрьской революции и окончания мировой войны из австрийского плена в 1919 году вернулся Александр Соков. Объединившаяся семья вернулась в Сильницы, где в 1921 году Вася начал посещать школу. Мальчик любил книги, проявлял большие способности к математике, и вскоре учитель уже считал его одним из лучших в классе. Тогда же мальчик впервые увлёкся шашками, в которых его первым наставником стал один из учителей — Дмитрий Иванович Никаноров, организовавший при школе шашечный кружок. Однако семейную жизнь Соковых снова стали омрачать неурядицы: отец вновь начал пить, а напившись, избивал жену и детей (к этому времени у Васи появились две младших сестры). Когда мальчику шёл тринадцатый год, Елизавета забрала детей и уехала от мужа в Ленинград, где в феврале 1925 года получила комнату на Мытнинской улице. Постоянную работу ей найти не удавалось, и она перебивалась подёнными заработками. Вася по мере сил помогал по дому и заботился о сёстрах, но при этом начал и сам искать работу. В конце концов он устроился распространителем газет и журналов, на время отказавшись от продолжения учёбы. При стоимости 5 копеек каждая проданная газета приносила распространителю ¾ копейки, и ради того, чтобы увеличить скудный заработок, Соков работал подолгу каждый день, недоедая и отставая в физическом развитии. Только весной 1927 года он оставил работу и осенью того же года поступил в шестой класс 105-й ленинградской школы. В дни работы распространителем прессы он впервые познакомился с шахматами, увидев, как в них играют другие ребята, и быстро постиг основы новой для себя игры, начав обыгрывать своих «учителей».

### Начало шашечной карьеры
В школе Василий учился до 1929 года, окончив восемь классов. Там он начал снова посещать шашечный кружок, быстро став одним из его активнейших членов, а летом подолгу играл в шашки в Таврическом саду. Администрация сада иногда поручала юному шашисту провести сеанс одновременной игры за денежное вознаграждение, но мать его увлечение шашками осуждала, считая их азартной игрой, и запрещала играть в них на деньги. Тем не менее мальчик не бросал занятий шашками. Он штудировал отделы шашечных задач и теории в пионерской газете «Ленинские искры» и в ленинградском литературном журнале «Резец», пробуя и сам составлять задачи и этюды. В 1928 году в Ленинграде впервые проводилось шашечное первенство города среди школьников, включавшее в себя три этапа. На первом этапе определялись чемпионы школ, которые затем выявляли сильнейших игроков районов, после этого в свою очередь сходившихся в финальном турнире. Василий Соков выиграл все три этапа, став чемпионом Ленинграда среди школьников. Он участвовал и в шахматных соревнованиях, заняв второе место по району.
В том же году Василий принёс в редакцию «Ленинских искр» задачу собственного сочинения. С первого раза её не приняли, но подсказали автору, в каком направлении нужно работать, чтобы её усовершенствовать, и второй его визит оказался успешным. Уже в этой первой работе Соков демонстрировал хорошее понимание принципов шашечной композиции: во всех возможных вариантах на доске к развязке оставались только нужные белые шашки. Задача была опубликована в ближайшем номере, а в 1930 году перепечатана во всесоюзном журнале «Шахматы и шашки в рабочем клубе».
| Белые начинают и запирают чёрную простую \| \| a \| b \| c \| d \| e \| f \| g \| h \| \| \| \| 8 \| \| \| \| \| \| \| \| \| 8 \| \| \| 7 \| \| \| \| \| \| \| \| \| 7 \| \| \| 6 \| \| \| \| \| \| \| \| \| 6 \| \| \| 5 \| \| \| \| \| \| \| \| \| 5 \| \| \| 4 \| \| \| \| \| \| \| \| \| 4 \| \| \| 3 \| \| \| \| \| \| \| \| \| 3 \| \| \| 2 \| \| \| \| \| \| \| \| \| 2 \| \| \| 1 \| \| \| \| \| \| \| \| \| 1 \| \| \| \| a \| b \| c \| d \| e \| f \| g \| h \| \| \| |    | Вариант 1: 1.f8-e7 d6:f8 2.h8-g7 f8:f4 3.b2-a1 d4:b2 4.a1:f6 d8:g5 5.h4:e3 Вариант 2: 1. … d8:f6 2.g5:e7 d6:f8 3.b2-a1 d4:b2 4.a1:g7 f8:h6 5.h8-d4 c5:c1 6.g3-f4 c1:g5 7.h4:b6 h6:g5 8.b6-f2 (A) g5-h4 9.h2-g3 (A) 8. … g5-f4 9.h2-g3 f4:h2 10.f2-g1 |                 |                 |                 |                |                |                |   |  |
| | a  | b | c               | d               | e               | f              | g              | h              |   |  |
| 8 | a8 | b8 | c8              | d8 чёрная дамка | e8              | f8 белая дамка | g8             | h8 белая дамка | 8 |  |
| 7 | a7 | b7 | c7 чёрная шашка | d7              | e7              | f7             | g7             | h7             | 7 |  |
| 6 | a6 | b6 | c6              | d6 чёрная шашка | e6              | f6             | g6             | h6             | 6 |  |
| 5 | a5 | b5 | c5 чёрная дамка | d5              | e5 чёрная шашка | f5             | g5 белая шашка | h5             | 5 |  |
| 4 | a4 | b4 | c4              | d4 чёрная шашка | e4              | f4             | g4             | h4 белая дамка | 4 |  |
| 3 | a3 | b3 | c3 белая шашка  | d3              | e3              | f3             | g3 белая шашка | h3             | 3 |  |
| 2 | a2 | b2 белая дамка | c2              | d2 белая шашка  | e2              | f2             | g2             | h2 белая шашка | 2 |  |
| 1 | a1 | b1 | c1              | d1              | e1              | f1             | g1             | h1             | 1 |  |
| | a  | b | c               | d               | e               | f              | g              | h              |   |  |

В ходе визита в Ленинград в 1928 году чемпиона Украины Вячеслава Лисенко Соков стал одним из участников сеанса одновременной игры украинского мастера в Выборгском Доме культуры, но на равных противостоять сеансёру не смог, подолгу думая над каждым ходом и допустив решающий просчёт на 11-м ходу. После этого он начал активнее заниматься теорией, посещая курсы при Ленинградском областном совете физической культуры, и вскоре получил звание шашиста 3-й всесоюзной категории. В это время он начал эффективнее разыгрывать дебюты, добиваясь хорошей позиции уже в начале партии, что стало важным дополнением к его комбинационному ви́дению. В Государственной публичной библиотеке Соков штудировал шашечную литературу, в том числе дореволюционную — в особенности журнал «Шашки», издававшийся в 1897—1901 годах П. Н. Бодянским. Из советских изданий особое внимание Василий уделял книгам В. Н. Руссо «Советские шашки», В. К. Лисенко «Первая книга шашиста» и Н. А. Кукуева «100 шашечных этюдов». Он начал активно играть по переписке, свой первый матч — с казанцем Калининым — выиграв со счётом +4-0=2.

В июне 1929 года в Ленинграде прошёл матч московской и ленинградской команд союза пищевиков, по десять человек в каждой. На 7-й доске в ленинградской команде выступал 16-летний Соков, выигравший обе партии у своего московского соперника Молчанова. Возглавлявший гостей из Москвы Василий Медков, к тому моменту действующий чемпион СССР, в шутку сказал Сокову: «Этак вы и меня скоро начнёте обыгрывать». Предсказание Медкова сбылось уже на следующий день, когда Соков победил его в проводимом чемпионом сеансе одновременной игры. Тем же летом в одном из блиц-турниров Соков, по-прежнему официально числившийся третьекатегорником, нанёс поражение Игорю Тимковскому — победителю одной из групп малого чемпионата СССР. Фотография Василия появилась на страницах ленинградского журнала «Юный пролетарий» в сопровождении следующего текста:
Вася Соков является самым активным участником нашего отдела. Несмотря на свои 16 лет, он очень серьезный и талантливый шашист и проблемист. Первоклассные шашисты в лице Васи имеют серьезного противника, претендента на первые места. Молодые шашисты, берите пример с Васи Сокова.
Осенью 1929 года Соков выиграл турнир клуба пищевиков, опередив, в числе 15 соперников, чемпиона Ленинграда Л. Рубинштейна, а на следующий год в тренировочном турнире Таврического сада занял место выше М. Поляка — победителя прошлогоднего малого чемпионата СССР. По итогам малого чемпионата Ленинграда 1930 года он разделил 2—3 места с Дмитрием Коршуновым, отстав на пол-очка от Евгения Тюнева, и получил звание шашиста 1-й категории.
В 1931 году Соков устроился на работу счетоводом на хлебозавод, одновременно обучаясь на курсах планирования для предприятий металлургической промышленности. Весной этого года он принял участие уже в главном чемпионате Ленинграда и тоже разделил в нём 2—3 места, на этот раз с Тюневым, пропустив вперёд Михаила Бурковского. Этот результат обеспечил ему участие осенью во II малом чемпионате СССР. На турнире, проходившем в Москве, Соков стал победителем в 3-й группе, набрав 10 очков из 11 возможных (+9-0=2).
В 1932 году, по окончании курсов, Соков перешёл планировщиком на завод, где работал инженером его друг и соперник по шашечным соревнованиям Александр Степанов. На очередном чемпионате Ленинграда Соков выиграл семь партий, проиграв одну, и впервые завоевал титул чемпиона города. Через год он поделил на чемпионате Ленинграда 1—2 места с Поляком, а затем выиграл турнир шести сильнейших первокатегорников Ленинграда (согласно биографии 1991 года — при участии действующего чемпиона СССР Дмитрия Шебедева), хотя и уступил по его ходу одну партию всё тому же Поляку. В конце года, выступая за сборную завода имени Козицкого в командном первенстве ВЦСПС, он показал лучший среди всех участников результат на первой шашечной доске.

### Мастер
Хотя к 1934 году Соков всё ещё числился первокатегорником, ввиду достигнутых успехов его допустили к участию в турнире мастеров в Днепропетровске, представлявшем собой отбор к V чемпионату СССР. В борьбе с титулованными соперниками ленинградец разделил 2—5 места, пропустив вперёд только харьковского мастера Владимира Романова. По итогам турнира Соков получил не только путёвку в финал первенства СССР, но и звание мастера. Но в финале первенства, прошедшем в апреле 1934 года, он выступил крайне неудачно — выиграв две партии (в том числе у одного из будущих чемпионов Семёна Натова), проиграл четыре и свёл остальные вничью, с семью очками поделив 13—16 места при 17 участниках. Единственным соперником, которого Сокову удалось опередить, оказался ветеран шашечных соревнований Николай Александрович Кукуев. В биографии Сокова, опубликованной в 1952 году, его игра в финале V чемпионата СССР оценивается крайне отрицательно:
...Соков играет небрежно, позволяет себе без достаточных оснований игнорировать старые, испытанные анализы, слишком рискованно нарушает основные законы позиции... В суровой, но дружеской критике товарищей [по комсомольской организации и команде завода им. Козицкого] услышал Соков немало упреков в проявлении пренебрежения к противникам, в ослаблении работы над совершенствованием своей игры.
Авторы биографии 1991 года Б. М. Герцензон и С. С. Гершт не столь категоричны в оценке. Они отмечают, что в финале первенства СССР Соков столкнулся с непривычной для него манерой игры, построенной на ожидании неточностей в игре соперника и последующем пошаговом развитии небольших позиционных преимуществ за счёт отработанной техники. Соков, мастер острого, комбинационного стиля, всегда с самого начала игравший на победу, оказался не готов противостоять такой позиционной игре, которую авторы характеризуют как «украинскую» школу шашек. Бывший председатель ленинградской шахматно-шашечной секции электриков Е. Пищик принимал в своих воспоминаниях часть вины на себя и других одноклубников Сокова: от него ждали только победы в каждой партии, и он пытался оправдать эти завышенные ожидания, не оставляя себе путей к отступлению.

Несмотря на неудачу в апрельском всесоюзном первенстве, отношение к Сокову в Ленинграде оставалось очень положительным. На первомайские праздники 1934 года на Дворцовой площади «живыми шашками» была разыграна его партия с Львом Раммом с первенства Ленинграда. А уже в конце того же года, учтя уроки весеннего первенства, Соков очень успешно выступил на VI чемпионате СССР, который проходил в Ленинграде. Им были предложены соперникам многочисленные дебютные разработки, сразу же нашедшие своих поклонников среди лучших советских шашистов — позже в сборнике, посвящённом V и VI чемпионатам страны, напишут: 
Соков применил в 6-м первенстве СССР много интересных новинок, которые с его легкой руки в следующих турах удачно применяли и другие мастера. Такого количества новинок в теории дебютов трудно было ожидать от одного участника. Новинки эти применены не экспромтом, а в результате систематической подготовки, что свидетельствует о незаурядном умении Сокова находить оригинальные пути в старинных началах.
Соков не проиграл на этом турнире ни одной партии, отстав от победителя — Тимковского — всего на пол-очка, с 11,5 очками из 17 возможных. Как и в апреле, ему удалось обыграть Натова, причём их партия стала хрестоматийной: уже в самом начале Соков пошёл на размен, в теории считающийся невыгодным, и навязал Натову, знатоку дебютов, ранее не игравшийся вариант, заставив того импровизировать. Дав сопернику, играющему белыми, захватить центр доски, он сумел окружить его позиции и вынудил сдаться, всё ещё имея семь шашек на доске.
| 1.c3-d4 f6-e5 2.d4:f6 e7:g5 3.a3-b4 g5-h4 4.b2-a3 b6-c5 5.g3-f4 g7-f6 6.d2-c3 f6-g5 7.c1-b2 d6-e5! (проигрывает …h8-g7?) 8.f4:d6 c5:e7 9.c3-d4 g5-f4 10.e3:g5 h4:f6 11.h2-g3 c7-b6! (начинается окружение) | С. Натов — В. Соков Безымянная партия (VI первенство СССР, 1934 год) \| \| a \| b \| c \| d \| e \| f \| g \| h \| \| \| \| 8 \| \| \| \| \| \| \| \| \| 8 \| \| \| 7 \| \| \| \| \| \| \| \| \| 7 \| \| \| 6 \| \| \| \| \| \| \| \| \| 6 \| \| \| 5 \| \| \| \| \| \| \| \| \| 5 \| \| \| 4 \| \| \| \| \| \| \| \| \| 4 \| \| \| 3 \| \| \| \| \| \| \| \| \| 3 \| \| \| 2 \| \| \| \| \| \| \| \| \| 2 \| \| \| 1 \| \| \| \| \| \| \| \| \| 1 \| \| \| \| a \| b \| c \| d \| e \| f \| g \| h \| \| \| Позиция после 11-го хода чёрных |                 |    | 12.e1-d2 b6-a5 13.b2-c3 f6-g5 14.f2-e3 (проигрывает 14. g3-h4?) 14. …b8-c7 15.a1-b2 c7-b6 16.g3-f4 h8-g7 17.g1-f2 d8-c7 18.f4-e5? (шансы на ничью давало f2-g3) 18. … e7-f6! 19.b4-c5 f8-e7 20.a3-b4 c7-d6! 21.e5:c7 b6:d8 22.b2-a3 (сразу проигрывает 22.f2-g3) 22. … g5-f4 23.e3:g5 h6:f4 Белые сдались |                 |                 |                |                 |   |  |
| | a | b               | c  | d | e               | f               | g              | h               |   |  |
| 8 | a8 | b8 чёрная шашка | c8 | d8 чёрная шашка | e8              | f8 чёрная шашка | g8             | h8 чёрная шашка | 8 |  |
| 7 | a7 чёрная шашка | b7              | c7 | d7 | e7 чёрная шашка | f7              | g7             | h7              | 7 |  |
| 6 | a6 | b6 чёрная шашка | c6 | d6 | e6              | f6 чёрная шашка | g6             | h6 чёрная шашка | 6 |  |
| 5 | a5 | b5              | c5 | d5 | e5              | f5              | g5             | h5              | 5 |  |
| 4 | a4 | b4 белая шашка  | c4 | d4 белая шашка | e4              | f4              | g4             | h4              | 4 |  |
| 3 | a3 белая шашка | b3              | c3 | d3 | e3              | f3              | g3 белая шашка | h3              | 3 |  |
| 2 | a2 | b2 белая шашка  | c2 | d2 | e2              | f2 белая шашка  | g2             | h2              | 2 |  |
| 1 | a1 белая шашка | b1              | c1 | d1 | e1 белая шашка  | f1              | g1 белая шашка | h1              | 1 |  |
| | a | b               | c  | d | e               | f               | g              | h               |   |  |

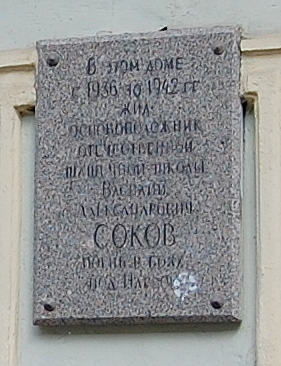
Памятная доска в Санкт-Петербурге

В мае 1935 года Соков в очередной раз защитил титул чемпиона Ленинграда, а осенью они со вторым победителем V первенства СССР Борисом Блиндером разделили первое место в показательном турнире семи сильнейших мастеров СССР, проходившем в Киеве. Встречаясь с самыми сильными соперниками, ленинградец и тут не потерпел ни одного поражения. В Киеве он познакомился с местной шашисткой-любительницей и, уехав после турнира в Ленинград, продолжал с ней переписываться, встречаясь во время очередных приездов на Украину. Вскоре Василий и Эля поженились, а в 1936 году у них родился сын. Уже втроём они въехали в новую квартиру, выделенную Сокову на Моховой. К этому моменту Соков стал чемпионом ВЦСПС по шашкам, выиграв 1-е личное первенство ВЦСПС в январе. В августе того же года, выступая вне конкурса, он вышел победителем чемпионата Белорусской ССР, а в декабре 1937 года, также вне конкурса, выиграл девять встреч и сделал одну ничью в десяти партиях чемпионата Грузии. Вместе с женой выступая за сборную завода «Арсенал», он стал в 1936 году победителем командного турнира заводов-гигантов.
В эту пору Соков уже щедро делился своими творческими разработками с окружающими, ему приносили анализы партий на проверку. По просьбе директора шахматно-шашечного клуба он организовал шашечную школу, занятия которой посещали не только любители, но и опытные шашисты, включая кандидатов в мастера́ и даже ма́стера Л. М. Рамма. Приезжающие в Ленинград шашисты из других городов тоже часто становились гостями курсов Сокова.

### Чемпион СССР
В начале 1938 года Соков вторично стал победителем личного первенства ВЦСПС, в мае сыграл в матче Ленинград-Москва в стоклеточные шашки (в частности, обыграв на первой доске Тимковского), а в августе принял участие в VII первенстве СССР, местом проведения которого стал Киев. Помимо него в турнире участвовали все трое чемпионов двух предыдущих первенств — Натов, Борис Блиндер и Тимковский, и знатоки предсказывали, что именно двое последних вместе с Соковым поведут борьбу за первое место. Однако борьбы не получилось — уверенно игравший Соков опередил ближайших соперников на два очка на дистанции в 20 партий. Он сыграл вничью с Натовым (с которым жеребьёвка свела его уже в первом туре, отчего оба соперника играли особенно осторожно) и Блиндером (которого заставил ожесточённо бороться за пол-очка), а в 18-й партии добился победы над действующим чемпионом Тимковским, доказав, что является сильнейшим шашистом страны.
| 1.c3-d4 d6-c5 2.b2-c3 c7-d6 3.g3-f4 b6-a5 4.d4:b6 a5:c7 5.a1-b2 d6-c5? (лучше изученный ход 5. … f6-g5 в дальнейшем даёт более равную игру) 6.c3-b4 e7-d6 7.b4-a5 f8-e7? (намного лучше 7. … f6-g5 8.d2-c3 g7-f6 9.e3-d4 c5:e3 10.f4:d2 f6-e5 с инициативой) 8.h2-g3! f6-e5 9.b2-c3 e7-f6 10.g1-h2 c7-b6 11.a5:c7 d8:b6 12.g3-h4 e5:g3 13.h2:f4 f6-e5 | В. Соков — И. Тимковский Отыгрыш (VII первенство СССР, 1938 год) \| \| a \| b \| c \| d \| e \| f \| g \| h \| \| \| \| 8 \| \| \| \| \| \| \| \| \| 8 \| \| \| 7 \| \| \| \| \| \| \| \| \| 7 \| \| \| 6 \| \| \| \| \| \| \| \| \| 6 \| \| \| 5 \| \| \| \| \| \| \| \| \| 5 \| \| \| 4 \| \| \| \| \| \| \| \| \| 4 \| \| \| 3 \| \| \| \| \| \| \| \| \| 3 \| \| \| 2 \| \| \| \| \| \| \| \| \| 2 \| \| \| 1 \| \| \| \| \| \| \| \| \| 1 \| \| \| \| a \| b \| c \| d \| e \| f \| g \| h \| \| \| Позиция после 13-го хода чёрных |                 |                 | 14.h4-g5! e5:g3 15.f2:h4 h6:f4 16.e3:g5 g7-f6 17.g5:e7 d6:f8 18. h4-g5! f8-e7 19.c3-d4 c5:e3 20. d2:f4 b6-c5 21.c1-d2 c5-d4 22.d2-c3 d4:b2 23.a3:c1 a7-b6 24.f4-e5 b6-a5 25.e1-d2 a5-b4 26.e5-f6 e7-d6 27.d2-c3 b4:d2 28.c1:e3 Чёрные сдались (при 28. … b8-c7 следует 29.g5-h6 c7-b6 30.h6-g7 d6-e5 31.f6:d4 h8:f6 32.e3-f4 с выигрышем) |                 |                |                 |                 |   |  |
| | a | b               | c               | d | e               | f              | g               | h               |   |  |
| 8 | a8 | b8 чёрная шашка | c8              | d8 | e8              | f8             | g8              | h8 чёрная шашка | 8 |  |
| 7 | a7 чёрная шашка | b7              | c7              | d7 | e7              | f7             | g7 чёрная шашка | h7              | 7 |  |
| 6 | a6 | b6 чёрная шашка | c6              | d6 чёрная шашка | e6              | f6             | g6              | h6 чёрная шашка | 6 |  |
| 5 | a5 | b5              | c5 чёрная шашка | d5 | e5 чёрная шашка | f5             | g5              | h5              | 5 |  |
| 4 | a4 | b4              | c4              | d4 | e4              | f4 белая шашка | g4              | h4 белая шашка  | 4 |  |
| 3 | a3 белая шашка | b3              | c3 белая шашка  | d3 | e3 белая шашка  | f3             | g3              | h3              | 3 |  |
| 2 | a2 | b2              | c2              | d2 белая шашка | e2              | f2 белая шашка | g2              | h2              | 2 |  |
| 1 | a1 | b1              | c1 белая шашка  | d1 | e1 белая шашка  | f1             | g1              | h1              | 1 |  |
| | a | b               | c               | d | e               | f              | g               | h               |   |  |

После завоевания чемпионского титула Соков продолжал активно участвовать в шашечных турнирах. За 1939—1940 годы он сыграл в чемпионатах Баку, Горьковской области, Белорусской и Узбекской ССР, первенстве Украинского совета спортобщества «Спартак» в Днепропетровске и всесоюзном турнире спортобщества «Спартак» в Иванове. Во всех турнирах он показывал отличные результаты, лишь однажды проиграв партию — это произошло на чемпионате Белоруссии, где чемпион, одержавший в турнире общую победу с 9 очками из 11, вынужден был сдать игру молодому Вениамину Городецкому (будущему гроссмейстеру). В газете «64» по этому случаю вышел материал под сенсационным заголовком «Поражение Сокова». При этом даже это единственное поражение Соков потерпел, получив по ходу встречи выигранную позицию.
| 1.c3-b4 f6-g5 2.b4-a5 b6-c5 3.b2-c3 c5-b4 4.a3:c5 d6:b4 5.c3-d4 b4-a3 6.g3-f4 g7-f6 7.a1-b2 f8-g7 8.f2-g3 (в одном из предыдущих первенств БССР в партии Гордевич-Соков проигрывало 8.d4-c5?) 8. …g5-h4 9.b2-c3 h4:f2 10.e1:g3 f6-g5 11.g3-h4 a7-b6 12.h4:f6 g7:g3 13.h2:f4 h8-g7 14.g1-f2 g7-f6 15.f2-g3 e7-d6 16.g3-h4 d8-e7 | В. Городецкий — В. Соков Косяк (первенство БССР, 1939 год) \| \| a \| b \| c \| d \| e \| f \| g \| h \| \| \| \| 8 \| \| \| \| \| \| \| \| \| 8 \| \| \| 7 \| \| \| \| \| \| \| \| \| 7 \| \| \| 6 \| \| \| \| \| \| \| \| \| 6 \| \| \| 5 \| \| \| \| \| \| \| \| \| 5 \| \| \| 4 \| \| \| \| \| \| \| \| \| 4 \| \| \| 3 \| \| \| \| \| \| \| \| \| 3 \| \| \| 2 \| \| \| \| \| \| \| \| \| 2 \| \| \| 1 \| \| \| \| \| \| \| \| \| 1 \| \| \| \| a \| b \| c \| d \| e \| f \| g \| h \| \| \| Позиция после 16-го хода чёрных |                 |                 | 17.c3-b4? (проигрывающий ход, к ничьей вело 1.f4-g5) 17. … a3:c5 18.c1-b2 h6-g5 19.f4:h6 d6-e5 20.d2-c3 c5-b4? (выигрывало 20. … c7-d6! 21.a5:c7 c5-b4 22.c3:a5 e5:a1 23.c7:g7 a1:h8) 21.h6-g7! b4:f4 22.b2-c3 f6:h8 23.d4:d8 f4-e3 24.c3-d4 e3:c5 25.d8-f6 c5-b4 26.a5:c3 c7-d6 27.c3-b4 b6-c5 28.b4-a5 b8-a7 29.a5-b6! c5-b4 30.b6-c7 d6:b8 31.h4-g5 a7-b6 32.g5-h6 b6-c5 33.h6-g7 c5-d4 34.f6:a5 h8:f6 35.a5-c3 f6-g5 36.c3-d2 g5-h4 37.d2-f4 b8-a7 38.f4-c7 Чёрные сдались |                 |                 |    |                 |   |  |
| | a | b               | c               | d | e               | f               | g  | h               |   |  |
| 8 | a8 | b8 чёрная шашка | c8              | d8 | e8              | f8              | g8 | h8              | 8 |  |
| 7 | a7 | b7              | c7 чёрная шашка | d7 | e7 чёрная шашка | f7              | g7 | h7              | 7 |  |
| 6 | a6 | b6 чёрная шашка | c6              | d6 чёрная шашка | e6              | f6 чёрная шашка | g6 | h6 чёрная шашка | 6 |  |
| 5 | a5 белая шашка | b5              | c5              | d5 | e5              | f5              | g5 | h5              | 5 |  |
| 4 | a4 | b4              | c4              | d4 белая шашка | e4              | f4 белая шашка  | g4 | h4 белая шашка  | 4 |  |
| 3 | a3 чёрная шашка | b3              | c3 белая шашка  | d3 | e3 белая шашка  | f3              | g3 | h3              | 3 |  |
| 2 | a2 | b2              | c2              | d2 белая шашка | e2              | f2              | g2 | h2              | 2 |  |
| 1 | a1 | b1              | c1 белая шашка  | d1 | e1              | f1              | g1 | h1              | 1 |  |
| | a | b               | c               | d | e               | f               | g  | h               |   |  |

Не забывал Соков и о шахматах, в которых ещё в 1934 году получил первую категорию, а позже звание кандидата в мастера (ему предрекали и скорое получение звания мастера в дополнение к уже полученному шашечному). Гроссмейстер Григорий Левенфиш, часто встречавшийся с ним как за шашечной, так и за шахматной доской (для этих товарищеских матчей даже был выработан регламент — по четыре партии в шашки, а затем в шахматы), писал: 
В шахматах Соков проявлял свои лучшие качества шашечного мастера. В позициях, особенно в окончаниях партий, где требовалась точность и далекий расчет, Соков был очень силен, и этим объясняются его успехи в шахматных соревнованиях.
Высокую активность Соков проявлял и в популяризации шашек. Он выступал с лекциями в Ленинграде, Москве, столицах союзных республик и крупных городах — Горьком, Иванове, Днепропетровске. Везде он щедро делился теоретическими наработками, помогал в анализе партий и вариантов. Московских мастеров, привыкших к скрытности дореволюционного чемпиона С. А. Воронцова, до последних дней жизни хранившего свои секреты, поражали знания и открытость Сокова. Во многих городах СССР у шашистов после его визитов оставались тетради с оригинальными соковскими анализами, которые позже применялись в турнирах. Чемпион активно участвовал в организации шашечной жизни в Ленинграде, возглавляя шашечную квалификационную комиссию шахматно-шашечной секции профсоюзов, разбирая партии претендентов на повышение разряда, принимая участие в работе городской секции при комитете по физкультуре и спорту. Не ослабел интерес Сокова и к стоклеточным шашкам, для СССР в те годы остававшимся новинкой: в 1939 году он разделил 1—2 места в чемпионате Ленинграда со Львом Раммом, приветствовал в печати изданное в том же году пособие по стоклеточным шашкам В. Гилярова — первое в Советском Союзе. В чемпионате Ленинграда на большой доске Соков выиграл 7 партий из 11 и трижды сыграл вничью — в том числе с Раммом, у которого, по мнению аналитиков из газеты «64», был в этой партии простой выигрыш. Единственное поражение Соков потерпел в третьем туре от М. Марковича.
В общей сложности с 1930 по 1941 год Соков сыграл в 42 турнирах по русским и международным шашкам, выиграв из них 32 (в том числе десять раз став чемпионом Ленинграда). Из 499 проведённых партий он выиграл 281, 204 раза сыграл вничью и лишь 14 (или 2,8 % от общего числа) проиграл. С 1935 года результаты Сокова ещё более впечатляющи: в 24 сыгранных турнирах 20 чистых первых мест и четыре разделённых 1—2 места. В начале 2000-х годов в профессиональную базу партий по русским шашкам были включены 154 турнирных партии Сокова, имеющие теоретическое значение; из этих партий ленинградский мастер выиграл 95, проиграл 8 и свёл вничью 51.

#### Результаты Василия Сокова в личных и командных турнирах по русским шашкам, 1930—1941
Результаты приводятся по книге В. В. Решетникова и Г. П. Троцких «Василий Соков» (М., 1985). Призовые места в показательных и отборочных турнирах, а также в соревнованиях, где Соков выступал вне конкурса, цветом не выделяются.
| Год  | Турнир                                                              | Пб | Пр | Нч | Место |
| ---- | ------------------------------------------------------------------- | -- | -- | -- | ----- |
| 1930 | Малый чемпионат Ленинграда                                          | 7  | 1  | 5  | 2—3   |
| 1931 | Чемпионат Ленинграда                                                | 6  | 1  | 5  | 2     |
| 1931 | Отборочная группа II малого первенства СССР                         | 9  | 0  | 2  | 1     |
| 1931 | Турнир победителей групп II малого первенства СССР, Ленинград       | 7  | 1  | 3  | 1     |
| 1932 | Чемпионат Ленинграда                                                | 7  | 1  | 4  | 1     |
| 1933 | Турнир сильнейших первокатегорников Ленинграда                      | 6  | 0  | 4  | 1     |
| 1933 | Чемпионат Ленинграда                                                | 6  | 0  | 5  | 1—2   |
| 1933 | Шестерной матч-турнир, Ленинград                                    | 5  | 1  | 4  | 1     |
| 1934 | Отборочный турнир V первенства СССР, Днепропетровск                 | 4  | 0  | 5  | 2—5   |
| 1934 | V первенство СССР, Москва                                           | 2  | 4  | 10 | 13—16 |
| 1934 | Полуфинал первенства РСФСР, Ленинград                               | 6  | 0  | 1  | 1     |
| 1934 | Чемпионат Ленинграда                                                | 6  | 0  | 7  | 1—2   |
| 1934 | VI первенство СССР, Ленинград                                       | 6  | 0  | 11 | 2     |
| 1935 | Первенство Свердловской области                                     | 12 | 0  | 2  | 1     |
| 1935 | Чемпионат Ленинграда                                                | 8  | 0  | 4  | 1     |
| 1935 | Первенство ЦК профсоюза рабочих слаботочной промышленности          | 5  | 1  | 4  | 3     |
| 1935 | Показательный турнир семи мастеров, Киев                            | 6  | 0  | 8  | 1—2   |
| 1935 | Полуфинал I первенства ВЦСПС, Воронеж                               | 8  | 0  | 7  | 1     |
| 1936 | I первенство ВЦСПС, Москва                                          | 9  | 0  | 6  | 1     |
| 1936 | Чемпионат Ленинграда                                                | 8  | 1  | 4  | 1     |
| 1936 | Первенство Белоруссии, Минск (вне конкурса)                         | 8  | 0  | 3  | 1     |
| 1937 | Первенство ЦС ДСО «Зенит», Москва                                   | 6  | 0  | 5  | 1     |
| 1937 | Первенство Грузии, Тбилиси (вне конкурса)                           | 9  | 0  | 1  | 1     |
| 1937 | Чемпионат Ленинграда                                                | 8  | 0  | 5  | 1—2   |
| 1938 | II первенство ВЦСПС, Ленинград                                      | 6  | 0  | 15 | 1     |
| 1938 | Полуфинал VII первенства СССР, Харьков                              | 5  | 0  | 8  | 1     |
| 1938 | Первенство Азербайджана, Баку (вне конкурса)                        | 11 | 1  | 3  | 1     |
| 1938 | VII первенство СССР, Киев                                           | 6  | 0  | 14 | 1     |
| 1939 | Чемпионат Баку (вне конкурса)                                       | 9  | 0  | 2  | 1     |
| 1939 | Первенство украинского ДСО «Спартак», Днепропетровск (вне конкурса) | 8  | 0  | 3  | 1     |
| 1939 | Чемпионат Ленинграда                                                | 5  | 0  | 8  | 1—2   |
| 1939 | Первенство ЦС ДСО «Спартак», Иваново (вне конкурса)                 | 5  | 0  | 6  | 1     |
| 1939 | Первенство Белоруссии, Минск (вне конкурса)                         | 8  | 1  | 2  | 1     |
| 1940 | Первенство Узбекистана, Ташкент (вне конкурса)                      | 10 | 0  | 2  | 1     |
| 1940 | Первенство сада Госнардома, Ленинград                               | 8  | 0  | 5  | 1     |
| 1940 | Первенство Горьковской области (вне конкурса)                       | 12 | 0  | 1  | 1     |
| 1941 | Чемпионат Ленинграда                                                | 5  | 0  | 8  | 1     |

| Год  | Турнир                                | Пб | Пр | Нч | Место |
| ---- | ------------------------------------- | -- | -- | -- | ----- |
| 1937 | Матч Москва-Ленинград                 | 2  | 0  | 0  |       |
| 1938 | Командное первенство ВЦСПС, Москва    | 3  | 0  | 2  | 1     |
| 1939 | Матч Горький-Ленинград                | 2  | 0  | 0  |       |
| 1939 | Командное первенство ВЦСПС, Ленинград | 5  | 0  | 5  | 1     |

### Последние годы жизни
В конце весны 1941 года в семье Соковых родилась дочь, которую назвали Мариной — это был уже четвёртый ребёнок Василия и Эли. Эля вышла из родильного дома 5 июня. 21 июня Василий дал последний сеанс одновременной игры в шахматно-шашечном клубе Таврического сада, а на следующий день началась Великая Отечественная война. Сокову дали отсрочку от призыва ввиду ситуации с семьёй, но всё же уже 6 августа он ушёл в армию. Призван Дзержинским РВК, прибыл в часть (Военно-пересылочный пункт ПРБ 36 ЗСД) 7 августа.
Василий Соков участвовал в боях у Красного Бора, на Синявинских болотах, у Невской Дубровки. В 1942 году он входил в состав разведывательного лыжного подразделения. В это время его семья оставалась в блокадном Ленинграде. В мае 1942 года умерла от голода младшая сестра Василия Юля, в марте 1943 года — младшая дочь Марина. В эти же дни часть Сокова, потерявшую половину состава убитыми и ранеными, отправили в Ленинград на переформирование, а самого его для прохождения дальнейшей службы временно зачислили в часть пожарной охраны штаба Ленинградского фронта. В обязанности Сокова на новом месте службы входило тушение пожаров, борьба с зажигательными бомбами и дежурства на наблюдательном пункте у Зимнего дворца.
В свободное от дежурств время Сокову было разрешено проводить в госпиталях сеансы одновременной игры в шашки и шахматы и лекции. Когда в осаждённом Ленинграде, несмотря на бомбёжки и лишения, был организован 17-й чемпионат города по шахматам, участвовать в нём был приглашён и Соков. Порой он проводил свои партии после бессонных ночей — так, в ночь перед партией с лидером турнира Ф. И. Скляровым (главврачом одной из городских поликлиник) он потушил восемь зажигательных бомб. Однако, несмотря на трудности, Соков сумел занять в чемпионате Ленинграда второе место из 11 участников, пропустив вперёд только Склярова.
В январе 1944 года была прорвана 900-дневная блокада Ленинграда. Советские войска, перешедшие в наступление, оттесняли немцев от города, и для их усиления были мобилизованы молодые военнослужащие Ленинградского гарнизона, включая и Василия Сокова. Согласно биографии 1985 года, он снова ушёл на фронт 6 февраля (по архивным данным, красноармеец Василий Соков прибыл в воинскую часть хозяйственного отделения штаба Ленинградского фронта 4 февраля и выбыл 7 февраля).
В составе 189-й стрелковой дивизии батальон Сокова участвовал в боях на Нарвском направлении. В одном из таких боёв, за деревню Путки (Эстонская ССР, Вируский уезд), красноармеец Соков был убит осколком снаряда  — это произошло 3 марта 1944 года.
Василий Александрович Соков похоронен на братском кладбище в Эстонии (у посёлка Синимяэ, Ида-Вирумаа), где ему установлен памятник. Согласно изданной в 1996 году «Книге Памяти», место захоронения — деревня Путки.
Первый послевоенный чемпионат СССР, прошедший в 1945 году, был посвящён памяти Сокова, его имя было присвоено шахматно-шашечному клубу Нарвы. В дальнейшем в СССР были изданы три биографии Сокова — в 1952, 1985 и 1991 году, включавшие избранные партии, этюды и анализ теоретического наследия. Памяти Сокова были посвящены очные турниры (в частности, ставший регулярным турнир в Нарве) и соревнования по переписке (одно из них, организуемое комиссией заочных турниров Ленинграда во главе с В. Я. Байковым, тоже проводилось многократно). В настоящее время его памяти посвящён финальный этап Кубка мира по шашкам-64.

## Стиль игры
Соковский игровой стиль ценился настолько высоко, что через много лет после его смерти среди русских шашистов считались крайне лестным отзывом слова «играет по-соковски». Биографы Василия Сокова отмечают его любовь к импровизации и творчеству в ходе шашечной партии. Приводятся, в частности, его слова из статьи в заключительном бюллетене VII первенства СССР: «Каждую партию надо играть, в каждой партии надо творить» (выделение авторское). Игру Сокова называют «искристой». Соперникам предлагалось состязание в фантазии, глубоком просчёте вариантов; с точки зрения Сокова центр тяжести борьбы в партии приходился не на дебют, а на миттельшпиль и эндшпиль, что позволяло ему легче отходить от принятых дебютных канонов, если такой отход обещал в дальнейшем сложную, богатую на тактические варианты позицию. В особенности охотно он создавал такие позиции, если знал, что соперник предпочитает спокойную, ясную игру. Борис Фельдман указывает, что импровизация могла начинаться с самых первых ходов в партии, ставящих в тупик искушённых в теории соперников — так, в одной из партий с Соковым Игорь Тимковский задумался на 50 минут уже после третьего хода противника. Результатом такой способности заставлять оппонента «думать самостоятельно» была скоротечность многих партий Сокова, завершавшихся его победой ещё до 20-го хода. С другой стороны, любовь к обострению позиции приводила порой к тому, что и самому Сокову не удавалось увидеть лучший вариант — изредка это приводило к поражениям (примером служит приведённая выше партия с Городецким), но чаще к упущенным выигрышам.
Несмотря на любовь Сокова к импровизации, характеристика его стиля как чисто импровизационного и комбинационного была бы неверной и однобокой: при необходимости он мог вести предельно корректную, продуманную позиционную игру, проявляя себя не только как тактик, но и как стратег. Он не только не пренебрегал дебютной подготовкой, но и посвящал ей больше времени, чем другие шашисты. Его кредо по отношению к теории отражает другая цитата: «Все теоретические варианты делятся на две группы: те, в которых ошибки уже обнаружены, и те, в которых они пока ещё не выявлены». По словам близких друзей, Соков отводил на работу над теорией 260 дней в году, оставляя сто на участие в турнирах. Им были разработаны целые новые системы игры, в отличие от традиционных предусматривающие асимметричное фланговое развитие. В следующем разделе приводится ряд теоретических разработок, в истории русских шашек связанных с именем Сокова.

## Вклад в шашечную теорию

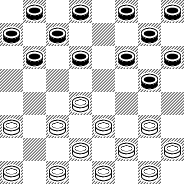
Защита Сокова

Дебютный репертуар Василия Сокова был чрезвычайно широк, он применял в партиях все известные начала, в каждое привнося нечто новое, что делало практически невозможной целенаправленную подготовку к игре против него (для сравнения, первый чемпион СССР Медков за белых всегда начинал только с хода 1.c3-d4, не признавая никаких других вариантов). Известно, что Соков готовил к печати сборник по теории шашечных дебютов, однако из 12 тетрадей с его черновиками уцелела только одна — с вариантами городской партии. Вместе с Львом Раммом и Дмитрием Коршуновым он внёс важный вклад в теоретическую разработку дебюта, известного как ленинградская защита и построенного на идее отдать белым центр, проведя затем окружение с флангов. Этими же тремя шашистами разработана и основанная на аналогичной идее новоленинградская защита, дополнительно усовершенствованная Соковым в 1938 году. Ещё одно из активно исследовавшихся им начал (впервые применённое им ещё в 19 лет на командном первенстве ВЦСПС) названо в его честь — игрой (или защитой) Сокова:
1.c3-d4 f6-g5 2.b2-c3 e7-f6!?
Сам Соков рассматривал три продолжения за белых, проанализированных им как за белых, так и за чёрных до 10—18 ходов; из этих продолжений самым сильным за белых он считал третье, но в случае неточной игры указывал на ряд сильных продолжений за чёрных с равной игрой или даже преимуществом:
- Вариант 1. 3.c3-b4 d6-c5 4.b4-a5
- Вариант 2. 3.g3-f4 d8-e7 4.c1-b2
- Вариант 3. g3-h4!

На практике Соков добивался в этом начале за чёрных значительных успехов, что Л. Рубинштейн (автор биографии 1952 года) связывает с эффектом неожиданности: ход 2. …e7-f6, традиционно рассматривавшийся как неудачный, «закупоривающий» фланг чёрных, провоцировал оппонента на попытки найти немедленное опровержение, отнимавшие много времени и ставившие игрока уже к середине игры в затруднительное положение.
На протяжении длительного времени любимым первым ходом Сокова за белых был 1.a3-b4, который исторически считался либо просто плохим, либо даже заведомо проигрышным. Ещё в 1926 году Вячеслав Лисенко писал, что, хотя последнее мнение преувеличено и ничьей белые при таком начале добиваются, в середине партии им приходится трудно. Однако благодаря Сокову этот дебют, в настоящее время известный как игра Бодянского, был в целом реабилитирован. Примером успешной реализации потенциала белых в начале Бодянского может служить игра Сокова против другого ленинградского шашиста Дмитрия Коршунова в VI первенстве СССР.
| 1.a3-b4 b6-a5 2.b2-a3 a7-b6 3.e3-d4 f6-e5 4.d4:f6 g7:e5 (сам Соков предпочитал более острый ход 4. …e7-g5) 5.d2-e3 h8-g7 (Соков рекомендовал 5. …b6-c5 6.c3-d4 a5:c3 с многовариантной игрой у белых) 6.c3-d4 e5:c3 7.b4:d2 g7-f6 8.a1-b2 b6-c5 9.b2-c3 c7-b6 10.g3-h4 b8-a7 11.c3-d4 d6-e5 12.f2-g3! (инициируется размен с лучшей позицией у белых) 12. …e5:c3 13.d2:d6 e7:c5 14.e3-f4! d8-e7 (проигрышный ход, шансы на ничью давало 14. …f6-e5!) | В. Соков — Д. Коршунов Игра Бодянского (VI первенство СССР, 1934 год) \| \| a \| b \| c \| d \| e \| f \| g \| h \| \| \| \| 8 \| \| \| \| \| \| \| \| \| 8 \| \| \| 7 \| \| \| \| \| \| \| \| \| 7 \| \| \| 6 \| \| \| \| \| \| \| \| \| 6 \| \| \| 5 \| \| \| \| \| \| \| \| \| 5 \| \| \| 4 \| \| \| \| \| \| \| \| \| 4 \| \| \| 3 \| \| \| \| \| \| \| \| \| 3 \| \| \| 2 \| \| \| \| \| \| \| \| \| 2 \| \| \| 1 \| \| \| \| \| \| \| \| \| 1 \| \| \| \| a \| b \| c \| d \| e \| f \| g \| h \| \| \| Позиция после 14-го хода чёрных |                 |                 | 15.g1-f2! f6-e5 (при 15. …e7-d6 следовало бы 16.f4-g5 h6:f4 17.g3:g7 f8:h6 18.f2-e3 d6-e5 19.e3-f4 e5:g3 20.h2:f4 c5-b4 21.a3:c5 b6:d4 22.e1-d2 и белые выигрывают) 16.f4:b4 a5:c3 17.c1-d2 b6-a5 18.d2:b4 a5:c3 19.h4-g5 h6:f4 20.g3:e5 e7-f6 (не спасает 20. …a7-b6 из-за 21.f2-e3 b6-c5 22.e5-d6 c5-b4 23.a3:c5 c3-b4 24.d6-c7 с перевесом в 2 шашки у белых) 21.e5:g7 f8:h6 22.h2-g3! h6-g5 23.g3-h4 g5-f4 24.e1-d2! c3:g3 25.h4:f2 a7-b6 26.a3-b4 Чёрные сдались |                 |                 |                |                 |   |  |
| | a | b               | c               | d | e               | f               | g              | h               |   |  |
| 8 | a8 | b8              | c8              | d8 | e8              | f8 чёрная шашка | g8             | h8              | 8 |  |
| 7 | a7 чёрная шашка | b7              | c7              | d7 | e7 чёрная шашка | f7              | g7             | h7              | 7 |  |
| 6 | a6 | b6 чёрная шашка | c6              | d6 | e6              | f6 чёрная шашка | g6             | h6 чёрная шашка | 6 |  |
| 5 | a5 чёрная шашка | b5              | c5 чёрная шашка | d5 | e5              | f5              | g5             | h5              | 5 |  |
| 4 | a4 | b4              | c4              | d4 | e4              | f4 белая шашка  | g4             | h4 белая шашка  | 4 |  |
| 3 | a3 белая шашка | b3              | c3              | d3 | e3              | f3              | g3 белая шашка | h3              | 3 |  |
| 2 | a2 | b2              | c2              | d2 | e2              | f2              | g2             | h2 белая шашка  | 2 |  |
| 1 | a1 | b1              | c1 белая шашка  | d1 | e1 белая шашка  | f1              | g1 белая шашка | h1              | 1 |  |
| | a | b               | c               | d | e               | f               | g              | h               |   |  |

Сокову удалось реабилитировать несколько малопопулярных вариантов:
- В городской партии после 1.c3-d4 d6-c5 2.b2-c3 f6-g5 3.c3-b4 g5-h4 4.b4:d6 e7:c5 5.g3-f4 d8-e7 6.a1-b2 c7-d6 7.b2-c3 b6-a5 8.d4:b6 a7:c5 на доске складывалась позиция, считавшаяся неудобной для белых. Соков сумел доказать практичность кажущегося слабым хода 9.h2-g3. Впервые применив его в 1931 году в партии по переписке, в 1940 году он включил его в свою лекцию в Москве, и с тех пор этот ход используется в практике другими шашистами[89].

| \| \| a \| b \| c \| d \| e \| f \| g \| h \| \| \| \| 8 \| \| \| \| \| \| \| \| \| 8 \| \| \| 7 \| \| \| \| \| \| \| \| \| 7 \| \| \| 6 \| \| \| \| \| \| \| \| \| 6 \| \| \| 5 \| \| \| \| \| \| \| \| \| 5 \| \| \| 4 \| \| \| \| \| \| \| \| \| 4 \| \| \| 3 \| \| \| \| \| \| \| \| \| 3 \| \| \| 2 \| \| \| \| \| \| \| \| \| 2 \| \| \| 1 \| \| \| \| \| \| \| \| \| 1 \| \| \| \| a \| b \| c \| d \| e \| f \| g \| h \| \| \| Позиция после 9-го хода белых |                 |                 | Вариант 1. 9. …g7-f6 10.g1-h2 f6-e5 11.a3-b4 c5:a3 12.e3-d4 12. …h6-g5 13.f4:h6 e7-f6 14.g3-f4 e5:g3 15.h2:f4 f6-g5 16.f2-e3 b8-c7 17.d4-e5 h4-g3 18.f4:h2 d6:f4 19.e1-f2 f8-e7 20.c3-d4 с выигрышем белых 12. …e7-f6 13.d4-c5 d6:b4 14.f4:d6 — пожертвовав шашку, белые ставят «рожон» на d6 с серьёзным позиционным преимуществом |                 |                 | Вариант 2. 9. …e7-f6 10.c3-d4 b8-a7 11.d4:b6 a7:c5 12.g1-h2 f6-e5 13.c1-b2 a5-b4 14.f4-g5 14. …h6:f4 15.e3:g5 h4:f6 16.b2-c3 g7-h6 17.c3:a5 f8-e7 18.d2-c3 с острой игрой 14.h4:f6! 15.b2-c3 h6-g5 16.c3:a5 g5-h4 17.d2-c3 g7-h6 18.a3-b4 c5:a3 19.a5-b6 с преимуществом |                 |                 |   |  |
| | a               | b               | c | d               | e               | f | g               | h               |   |  |
| 8 | a8              | b8 чёрная шашка | c8 | d8              | e8              | f8 чёрная шашка | g8              | h8 чёрная шашка | 8 |  |
| 7 | a7              | b7              | c7 | d7              | e7 чёрная шашка | f7 | g7 чёрная шашка | h7              | 7 |  |
| 6 | a6              | b6              | c6 | d6 чёрная шашка | e6              | f6 | g6              | h6 чёрная шашка | 6 |  |
| 5 | a5 чёрная шашка | b5              | c5 чёрная шашка | d5              | e5              | f5 | g5              | h5              | 5 |  |
| 4 | a4              | b4              | c4 | d4              | e4              | f4 белая шашка | g4              | h4 чёрная шашка | 4 |  |
| 3 | a3 белая шашка  | b3              | c3 белая шашка | d3              | e3 белая шашка  | f3 | g3 белая шашка  | h3              | 3 |  |
| 2 | a2              | b2              | c2 | d2 белая шашка  | e2              | f2 белая шашка | g2              | h2              | 2 |  |
| 1 | a1              | b1              | c1 белая шашка | d1              | e1 белая шашка  | f1 | g1 белая шашка  | h1              | 1 |  |
| | a               | b               | c | d               | e               | f | g               | h               |   |  |

- В городской партии Соков сумел реабилитировать и один из вариантов за чёрных. После 1.c3-d4 d6-c5 2.b2-c3 f6-g5 3.c3-b4 g7-f6 4.b4:d6 e: c5 5.g3-h4 f6-e5 6.h4:f6 e5:g7 партия приходит к позиции, долго оценивавшейся как более выгодная для белых. Соков выступил с новой системой развития за чёрных: 7.h2-g3 h6-g5! 8.a1-b2 g5-h4 9.b2-c3 g7-f6 10.g3-f4 h8-g7 с очень хорошей контригрой. Равной он считал и игру после варианта 8.g3-h4 g7-f6 9.a1-b2 f6-e5 10.d4:f6 g5:e7[91]
- Соков сумел усилить игру за чёрных в так называемом гибельном начале: после ходов 1.c3-d4 f6-e5 2. d4:f6 g7:e5 3. a3-b4 он ввёл в последние годы выступлений ход 3. …e-f6. По оценке Л. М. Рамма этот ход препятствует белым в окружении позиции чёрных, и хотя в то же время он несколько перегружает левый фланг чёрных, этот недостаток не критичен. Сам Соков применил этот ход в нескольких партиях первенства Ленинграда 1941 года, а в следующий раз этот вариант был успешно возрождён уже в 1950 году московским шашистом В. Н. Романовым, с его помощью одержавшим две победы[92]
- В дебюте кол-угловик, где, как считалось, чёрные получают слабую игру, Соков смог уравнять их шансы и заставить белых форсировать ничью: 1.c3-d4 b6-a5 2.d4-c5 d6:b4 3.a3:c5 f6-g5 4.b2-c3 g7-f6 5.c3-d4 g5-h4 6.g3-f4 f6-g5 7.c5-b6 a7:c5 8.d4:b6 a5-b4 9.b6-a7 b4-a3 10.f4-e5 e7-d6 11.e3-f4 g5:e3 12.d2:f4 f8-e7 13.f2-g3 h4:f2 14.g1:e3 h8-g7 15.h2-g3 g7-f6 16.e5:g7 h6:f8 17.a1-b2 e7-f6 18.b2-c3 f8-g7 19.g3-h4 f6-e5 20.f4-g5 e5-f4[93]

Среди прочих дебютных новинок, разработанных Соковым:
- Система развития левого фланга белых в игре Филиппова: 1.e3-d4 d6-c5 2.f2-e3 f6-g5 3.g1-f2[94] (возможное опровержение — 2. … c7-d6 3.c3-b4 f6-g5! — было предложено в 1960 году аналитиком П. П. Мазурком в журнале «Шашки»[95])
- Новая система в отыгрыше (впервые применена в 1934 году): 1.c3-d4 d6-c5 2.g3-h4 c7-d6 3.h2-g3[94]
- Ещё одна новая система в отыгрыше, которую Л. Рамм называет «системой Сокова»: 1.c3-d4 d6-c5 2.b2-c3 c7-d6 3.g3-f4[96]. Как вариант — 3.c3-b4 b6-a5 4.d4:b6 a5:c7 5.e3-d4, отдавая чёрным центр, который позже белые охватят с флангов[97]
- Размен белых в обратной городской партии: 1.c3-b4 f6-e5 2.e3-f4 g7-f6 3.b4-a5 f6-g5 4.g3-h4 g5:e3 5.f2:f6 e7:g5 6.h4:f6 f8-g7 7.h2-g3 g7:e5 8.g3-h4 с целью окружения с флангов занятого чёрными центра[98]
- Ранний захват центра чёрными в косяке: 1.c3-b4 f6-g5 2.g3-f4 d6-e5 3.f4:d6 c7:e5 (как вариант — аналогичный размен после промежуточных ходов 2. …g7-f6 3.b2-c3)[97]
- Ещё одна система чёрных в косяке, в которой, как Соков доказал, чёрные получают равноценную позицию: 1.c3-b4 f6-g5 2.g3-f4 g5-f6 3.b2-c3 d6-c5! 4.b4:d6 e7:c5[97]
- Радикальное развитие схемы развития чёрных в перекрёстке: 1.c3-d4 d6-e5 2.b2-c3 e7-d6 3.e3-f4 b6-c5 4.d4:b6 c7:a5[97]
- Необычная система чёрных в игре Каулена (продемонстрирована в турнире мастеров 1934 года): 1.g3-f4 f6-e5 2.h2-g3 b6-c5 3.c3-b4 a7-b6 4.b4-a5 b8-a7[97]

Сокову удавалось теоретически обосновать и подкрепить личным турнирным опытом и случайные находки, делавшиеся до него другими шашистами. Примером может служить ход чёрных 3. …f8-e7 в перекрёстке. Несмотря на то, что его применил ещё Аркадий Оводов в партии 1900 года, в дальнейшем эта партия, хоть и окончилась победой чёрных, включала просчёт с их стороны уже на пятом ходу, что означает отсутствие продуманного анализа, который бы стоял за данным ходом: 4.a1-b2 b6-c5 5.d4:b6 a7:c5? 6.c3-b4 f6-g5 7.f2-e3? e7-f6! 8.g3-h4 e5:g3 9.h2:f4? f6-e5! 10.h4:b6 c7:a1. Белые сдались.
Через 30 лет Соков и Дмитрий Коршунов, задавшись целью проверить корректность хода 3. …f8-e7 за чёрных в перекрёстке, сыграли серию партий, в том числе по переписке, что обеспечивало более качественный анализ. Доказав практическую ценность этого хода, Соков в дальнейшем часто применял его в игре, в том числе на турнире мастеров 1934 года в Днепропетровске против И. Гордона.

## Композиция

### Задачи
Первая шашечная задача Сокова была опубликована в 1928 году в пионерской газете «Ленинские искры» (см. Начало шашечной карьеры). В дальнейшем в этой же газете появились ещё шесть задач его авторства. В журнале «Резец» в 1929 году вышли пять задач Сокова, а с 1930 по 1934 год в «Шахматах и шашках в рабочем клубе» — ещё четыре. Одна из задач Сокова получила третий приз на конкурсе «Ленинских искр». В отзыве на неё было указано, что из конкурсных работ на запирание простой на поле a7 она является лучшей.
| Запереть простую \| \| a \| b \| c \| d \| e \| f \| g \| h \| \| \| \| 8 \| \| \| \| \| \| \| \| \| 8 \| \| \| 7 \| \| \| \| \| \| \| \| \| 7 \| \| \| 6 \| \| \| \| \| \| \| \| \| 6 \| \| \| 5 \| \| \| \| \| \| \| \| \| 5 \| \| \| 4 \| \| \| \| \| \| \| \| \| 4 \| \| \| 3 \| \| \| \| \| \| \| \| \| 3 \| \| \| 2 \| \| \| \| \| \| \| \| \| 2 \| \| \| 1 \| \| \| \| \| \| \| \| \| 1 \| \| \| \| a \| b \| c \| d \| e \| f \| g \| h \| \| \| |                 | Вариант 1: 1.a5-b6 b8-c7 2.e7-h4 c7:a5 3.d8-b6 a5:c7 4.a1-g7 h8:f6 5.h4:b6 Вариант 2: 1. … h8-g7 2.a1:h8 b8-c7 3.h8-c3 c7:a5 4.c5-b4 a7-b6 5.e7-d6 b6-c5 6.d8-e7 c5:a3 7.d6-b4 a3:c5 8.e7:b4 |                |                |                |    |    |                 |   |  |
| | a               | b | c              | d              | e              | f  | g  | h               |   |  |
| 8 | a8              | b8 чёрная шашка | c8             | d8 белая дамка | e8             | f8 | g8 | h8 чёрная шашка | 8 |  |
| 7 | a7 чёрная шашка | b7 | c7             | d7             | e7 белая дамка | f7 | g7 | h7              | 7 |  |
| 6 | a6              | b6 | c6             | d6             | e6             | f6 | g6 | h6              | 6 |  |
| 5 | a5 белая шашка  | b5 | c5 белая дамка | d5             | e5             | f5 | g5 | h5              | 5 |  |
| 4 | a4              | b4 | c4             | d4             | e4             | f4 | g4 | h4              | 4 |  |
| 3 | a3              | b3 | c3             | d3             | e3             | f3 | g3 | h3              | 3 |  |
| 2 | a2              | b2 | c2             | d2             | e2             | f2 | g2 | h2              | 2 |  |
| 1 | a1 белая дамка  | b1 | c1             | d1             | e1             | f1 | g1 | h1              | 1 |  |
| | a               | b | c              | d              | e              | f  | g  | h               |   |  |

В целом в творчестве Сокова как шашечного композитора довольно рано наметился переход от задач к этюдам, и с 1935 года он не издавал больше шашечных задач. В биографии Сокова, изданной в 1952 году, Л. А. Рубинштейн объяснял такой переход тем, что Сокову, как шашисту-практику, жанр задачи казался оторванным от реальности шашечной партии между равными соперниками. В то же время близко знавший Сокова шашечный мастер Николай Пустынников вспоминал, что тот никогда полностью не отказывался от сочинения шашечных задач и, видя их непрактичность, в то же время ценил их потенциал для развития творческой фантазии. По словам Пустынникова, от составления задач Сокова отвлекала главным образом теоретическая работа, но даже в 1939 году, уже будучи чемпионом СССР, он работал над задачами в новых для СССР стоклеточных шашках. Одна из задач Сокова в этом году взяла пятый приз на конкурсе газеты «64», а две другие сохранились у Пустынникова и были впервые опубликованы только в конце 1964 года в его рубрике в журнале «Шашки».

### Этюды
Шашечные этюды Сокова начали появляться в детских газетах в 1929 году. В частности они публиковались в «Ленинских искрах» и «Юном пролетарии». Появлялись его этюды и во «взрослой» ленинградской прессе, в том числе в «Резце», а всего за 1929 год их было опубликовано 12. Первые этюды Сокова были часто несложными и даже одновариантными (встречались изредка и ошибки в анализе), и в дальнейшем он их иногда перерабатывал, усложняя и публикуя как новые самостоятельные произведения. Одним из примеров может служить этюд, опубликованный в «Юном пролетарии» в 1929 году, а в переработанном виде появившийся в газете «64» 12 лет спустя.
|   | a  | b  | c               | d  | e  | f               | g  | h              |   |  |
| 8 | a8 | b8 | c8              | d8 | e8 | f8 чёрная шашка | g8 | h8             | 8 |  |
| 7 | a7 | b7 | c7              | d7 | e7 | f7              | g7 | h7             | 7 |  |
| 6 | a6 | b6 | c6              | d6 | e6 | f6 белая шашка  | g6 | h6             | 6 |  |
| 5 | a5 | b5 | c5 белая дамка  | d5 | e5 | f5              | g5 | h5             | 5 |  |
| 4 | a4 | b4 | c4              | d4 | e4 | f4              | g4 | h4 белая шашка | 4 |  |
| 3 | a3 | b3 | c3 чёрная шашка | d3 | e3 | f3              | g3 | h3             | 3 |  |
| 2 | a2 | b2 | c2              | d2 | e2 | f2              | g2 | h2             | 2 |  |
| 1 | a1 | b1 | c1              | d1 | e1 | f1              | g1 | h1             | 1 |  |
|   | a  | b  | c               | d  | e  | f               | g  | h              |   |  |

|   | a  | b               | c              | d               | e  | f               | g  | h              |   |  |
| 8 | a8 | b8              | c8             | d8              | e8 | f8 чёрная шашка | g8 | h8             | 8 |  |
| 7 | a7 | b7              | c7             | d7              | e7 | f7              | g7 | h7             | 7 |  |
| 6 | a6 | b6              | c6             | d6              | e6 | f6 белая шашка  | g6 | h6             | 6 |  |
| 5 | a5 | b5              | c5             | d5              | e5 | f5              | g5 | h5             | 5 |  |
| 4 | a4 | b4 чёрная шашка | c4             | d4 чёрная шашка | e4 | f4              | g4 | h4 белая шашка | 4 |  |
| 3 | a3 | b3              | c3             | d3              | e3 | f3              | g3 | h3             | 3 |  |
| 2 | a2 | b2              | c2             | d2              | e2 | f2              | g2 | h2             | 2 |  |
| 1 | a1 | b1              | c1 белая дамка | d1              | e1 | f1              | g1 | h1             | 1 |  |
|   | a  | b               | c              | d               | e  | f               | g  | h              |   |  |

По мере того, как Соков совершенствовал своё мастерство композитора, в его этюдах просматривалась общая тенденция — форсированные окончания почти отсутствовали, у чёрных обыкновенно имелась агрессивная контригра, что приближало его этюды к концовкам реальных партий. В 1932 году этюд Сокова, основанный на умелом использовании «тихих» первых ходов, занял второе место во всесоюзном конкурсе. Арбитр конкурса Н. А. Кукуев прокомментировал решение так: «Молодому талантливому автору удалось показать в одном этюде целый букет различных интересных дебютных идей».
| Выигрыш \| \| a \| b \| c \| d \| e \| f \| g \| h \| \| \| \| 8 \| \| \| \| \| \| \| \| \| 8 \| \| \| 7 \| \| \| \| \| \| \| \| \| 7 \| \| \| 6 \| \| \| \| \| \| \| \| \| 6 \| \| \| 5 \| \| \| \| \| \| \| \| \| 5 \| \| \| 4 \| \| \| \| \| \| \| \| \| 4 \| \| \| 3 \| \| \| \| \| \| \| \| \| 3 \| \| \| 2 \| \| \| \| \| \| \| \| \| 2 \| \| \| 1 \| \| \| \| \| \| \| \| \| 1 \| \| \| \| a \| b \| c \| d \| e \| f \| g \| h \| \| \| |                 | Основное решение: 1.c3-d2! c7-d6 2.d2-a5 h6-g5 (при 2. … h8-g7 3.a5-d8! d6-c5 4.d8-b6 c5-b4 5.b6-d4 с победой) 3.g3-h4 g5-f4 4.e3:g5 d6-e5 5.g5-f6! e5:g7 6.a5-d8 g7-h6 7.d8-c7! h8-g7 8.c7-h2! g7-f6 9.h2-g1 f8-g7 (проигрывает 9. … f6-e5 10.g1-h2 e5-d4 11.h4-g5 и 12.h2:a1) 10.g1-d4 h6-g5 11.d4-e3 g7-h6 12.e3-c1 a7-b6 13.c1-e3 b6-a5 14.e3-d2 a5-b4 15.d2:a5 g5-f4 16.a5-b6 f6-e5 17.b6-g1 |                 | Вариант А: 1. … a7-b6 2.e3-d4! b6-a5 (при 2. … f8-e7 3.d2-f4 e7-d6 4.f4-c1! d6-c5 5.g3-h4 c5:e3 6.c1:b8 b6-c5 7.b8-h2! с выигрышем. При 2. … c7-d6 3.d2-a5 d6-c5 4.a5:d8 c5:e3 5.g3-f4 и 6.d8:h4) 3.d4-c5 c7-d6 4.c5:e7 f8:d6 5.g3-f4 h6-g5 (иначе 6.d2-c3) 6.f4:h6 d6-e5 7.d2-g5! e5-d4 8.g5-f6 d4-e3 9.h6-g7 и неминуемо 10.f6-d8 со взятием 2-3 чёрных |                | Вариант Б: 1. …f8-e7 2.g3-f4 a7-b6 3.d2-b4 e7-f6 4.b4-a5! f6-g5 (быстро проигрывает 4. …h8-g7 5.e3-d4 f6-g5 6.d4-e5! g5:e3 7.e5-d6 и 8.a5:d2) 5.a5-e1 (с угрозой 6.e1-h4) 5. … g5-h4 6.e1-c3 b6-c5 7.c3-e5! c7-b6 8.e5-c3 b6-a5 9.c3-f6 a5-b4 (не получается 9. … h6-g5 10.f4:h6 h4-g3 из-за 11.e3-f4! g3:g7 12.h6:a3 h8-g7 13.a3-b2 g7-h6 14.b2-c3 h6-g5 15.c3-d2 g5-h4 16.d2-e1) 10.f6-b2 b4-a3 11.b2-e5! c5-b4 12.e5-a1 |                |                 |   |  |
| | a               | b | c               | d | e              | f | g              | h               |   |  |
| 8 | a8              | b8 | c8              | d8 | e8             | f8 чёрная шашка | g8             | h8 чёрная шашка | 8 |  |
| 7 | a7 чёрная шашка | b7 | c7 чёрная шашка | d7 | e7             | f7 | g7             | h7              | 7 |  |
| 6 | a6              | b6 | c6              | d6 | e6             | f6 | g6             | h6 чёрная шашка | 6 |  |
| 5 | a5              | b5 | c5              | d5 | e5             | f5 | g5             | h5              | 5 |  |
| 4 | a4              | b4 | c4              | d4 | e4             | f4 | g4             | h4              | 4 |  |
| 3 | a3              | b3 | c3 белая дамка  | d3 | e3 белая шашка | f3 | g3 белая шашка | h3              | 3 |  |
| 2 | a2              | b2 | c2              | d2 | e2             | f2 | g2             | h2              | 2 |  |
| 1 | a1              | b1 | c1              | d1 | e1             | f1 | g1             | h1              | 1 |  |
| | a               | b | c               | d | e              | f | g              | h               |   |  |

Во всесоюзных конкурсах 1933 и 1934 годов этюды Сокова снова занимали вторые места (оба раза он уступил первый приз Д. М. Калинскому, оставив на третьем месте Б. М. Блиндера), а другие его работы в этих конкурсах удостаивались похвальных отзывов. Наконец в 1935 году два этюда Сокова получили на всесоюзном конкурсе соответственно первый и четвёртый призы. Позже, в 1940 году, Соков рассказывал, что идея этюда-победителя родилась у него при дополнительном анализе более ранней работы, в ходе которого ему удалось найти более интересное и богатое продолжение, чем то, что было предложено изначально. В этой работе остро играют как белые, так и чёрные.
| Выигрыш \| \| a \| b \| c \| d \| e \| f \| g \| h \| \| \| \| 8 \| \| \| \| \| \| \| \| \| 8 \| \| \| 7 \| \| \| \| \| \| \| \| \| 7 \| \| \| 6 \| \| \| \| \| \| \| \| \| 6 \| \| \| 5 \| \| \| \| \| \| \| \| \| 5 \| \| \| 4 \| \| \| \| \| \| \| \| \| 4 \| \| \| 3 \| \| \| \| \| \| \| \| \| 3 \| \| \| 2 \| \| \| \| \| \| \| \| \| 2 \| \| \| 1 \| \| \| \| \| \| \| \| \| 1 \| \| \| \| a \| b \| c \| d \| e \| f \| g \| h \| \| \| |                 | 1.g3-e5! d8-h4 2.f2-e3 h4-g5 3.e3-d4 a5-b4 (чёрные грозят 4. … g5-c1 и 5. … b4-c3) 4.b8-c7! (теперь уже белые угрожают проходом в дамки: 4. …g5-d8 5.c7-a5 b4-a3 6.d4-c5 и т. д.) 4. … g5-h4 5.e5-h8 h4-f2 6.d4-e5 f2-g1! |    | (белые не могут атаковать 7.c7-a5 из-за встречного 7. …g1-h2 и 8. … h2:b8 с ничьей) 7.c7-b8! b4-c3 (7. на …g1-c5 последует 8.b8-a7 с ловлей дамки) 8.b8-a7! с дальнейшим выигрышем после 9.a7-f2! (при 8. … g1-h2 следует 9.a7-b8 и 10.b8:a1) |    |                |                |    |   |  |
| | a               | b | c  | d | e  | f              | g              | h  |   |  |
| 8 | a8              | b8 белая дамка | c8 | d8 чёрная дамка | e8 | f8             | g8             | h8 | 8 |  |
| 7 | a7              | b7 | c7 | d7 | e7 | f7             | g7             | h7 | 7 |  |
| 6 | a6              | b6 | c6 | d6 | e6 | f6             | g6             | h6 | 6 |  |
| 5 | a5 чёрная шашка | b5 | c5 | d5 | e5 | f5             | g5             | h5 | 5 |  |
| 4 | a4              | b4 | c4 | d4 | e4 | f4             | g4             | h4 | 4 |  |
| 3 | a3              | b3 | c3 | d3 | e3 | f3             | g3 белая дамка | h3 | 3 |  |
| 2 | a2              | b2 | c2 | d2 | e2 | f2 белая шашка | g2             | h2 | 2 |  |
| 1 | a1              | b1 | c1 | d1 | e1 | f1             | g1             | h1 | 1 |  |
| | a               | b | c  | d | e  | f              | g              | h  |   |  |

В 1937 и 1938 годах во всесоюзных конкурсах этюды Сокова также удостаивались первых мест. Этюд-победитель 1938 года (в этом году Соков стал также чемпионом СССР) был позже включён в книгу Кукуева «125 шашечных этюдов». Идея этой минималистичной композиции возникла при анализе партии В. Байков — А. Веретэ. В анализе отмечается, что кажущийся очевидным ход 1.e1-f2 приводит к потере темпа и в конечном счёте к ничьей, поэтому белым нужно форсировать игру.
| Выигрыш \| \| a \| b \| c \| d \| e \| f \| g \| h \| \| \| \| 8 \| \| \| \| \| \| \| \| \| 8 \| \| \| 7 \| \| \| \| \| \| \| \| \| 7 \| \| \| 6 \| \| \| \| \| \| \| \| \| 6 \| \| \| 5 \| \| \| \| \| \| \| \| \| 5 \| \| \| 4 \| \| \| \| \| \| \| \| \| 4 \| \| \| 3 \| \| \| \| \| \| \| \| \| 3 \| \| \| 2 \| \| \| \| \| \| \| \| \| 2 \| \| \| 1 \| \| \| \| \| \| \| \| \| 1 \| \| \| \| a \| b \| c \| d \| e \| f \| g \| h \| \| \| |                | 1.a3-b4 d8-e7 (проигрывает 1. … g5-f4 2.e1-f2, после чего белые успевают разменяться) 2.b4-c5 g5-f4 3.c5-b6! f4-g3 4.b6-c7 g3-h2 5.c7-d8 e7-d6 6.d8-a5! h2-g1 (при 6. …d6-e5 7.a5-c3 e5-f4 8.c3-d2 f4-g3 9.d2-e3 h2-g1 10.e3-a7 с выигрышем. При 6. … d6-c5 7.a5-c3 h2-g1 8.e1-f2 и 9.a1:c3) |    | 7.a5-b4 d6-e5 8.b4-c3 e5-f4 9.c3-a5!, и шашку f4 не спасти (при 9. … f4-g3 10.a5-c7 g3-h2 11.c7-b8! g1-a7 12.e1-f2! a7:g1 13.b8-a7 с выигрышем. При 9. … f4-e3 10.a5-c7 g1-h2 11.c7-b8 h2-g1 12.b8-h2. При 9. …g1-c5 10.a5-c7 f4-e3 11.c7-d8! и чёрные теряют шашку e3 после 12.d8-b6 или 12.d8-g5) |                |    |                 |    |   |  |
| | a              | b | c  | d | e              | f  | g               | h  |   |  |
| 8 | a8             | b8 | c8 | d8 чёрная шашка | e8             | f8 | g8              | h8 | 8 |  |
| 7 | a7             | b7 | c7 | d7 | e7             | f7 | g7              | h7 | 7 |  |
| 6 | a6             | b6 | c6 | d6 | e6             | f6 | g6              | h6 | 6 |  |
| 5 | a5             | b5 | c5 | d5 | e5             | f5 | g5 чёрная шашка | h5 | 5 |  |
| 4 | a4             | b4 | c4 | d4 | e4             | f4 | g4              | h4 | 4 |  |
| 3 | a3 белая шашка | b3 | c3 | d3 | e3             | f3 | g3              | h3 | 3 |  |
| 2 | a2             | b2 | c2 | d2 | e2             | f2 | g2              | h2 | 2 |  |
| 1 | a1 белая шашка | b1 | c1 | d1 | e1 белая шашка | f1 | g1              | h1 | 1 |  |
| | a              | b | c  | d | e              | f  | g               | h  |   |  |

Один из последних опубликованных этюдов Сокова, который он считал и одной из вершин своего композиторского творчества, появился в газете «64» перед самой войной. Соков посвятил его памяти другого видного русского шашиста — Александра Шошина.
| Выигрыш \| \| a \| b \| c \| d \| e \| f \| g \| h \| \| \| \| 8 \| \| \| \| \| \| \| \| \| 8 \| \| \| 7 \| \| \| \| \| \| \| \| \| 7 \| \| \| 6 \| \| \| \| \| \| \| \| \| 6 \| \| \| 5 \| \| \| \| \| \| \| \| \| 5 \| \| \| 4 \| \| \| \| \| \| \| \| \| 4 \| \| \| 3 \| \| \| \| \| \| \| \| \| 3 \| \| \| 2 \| \| \| \| \| \| \| \| \| 2 \| \| \| 1 \| \| \| \| \| \| \| \| \| 1 \| \| \| \| a \| b \| c \| d \| e \| f \| g \| h \| \| \| |                 | 1.g3-f4 a5-b4 (проигрывает 1. …b2-a1 2.e1-c3 a1:g3 3.h2:f4 a3-b2 4.f8-g7 b2-c1 5.g7-h6 c1:g5 6.h6:d2 b8-c7 7.d2-c3) 2.e1:a5 b8-c7 3.a5:d8 b2-a1 4.f8-h6! a1-c3 (при 4. … a1-h8 5.d8-f6 h8:g3 6.h2:f4 a3-b2 7.h6-g7 b2-c1 8.g7-h6) |    | 5.d8-h4 c3-a1 6.h4-e1 a1-h8 7.h2-g3 h8-f6 (при 7. … a3-b2 8.e1-c3 b2:d4 9.f4-e5 d4:f6 10.h6-g7 f6-g5 11.g7-a1) 8.f4-g5 f6:f2 9.e1:g3 a3-b2 g3-e5, и у чёрных не будет хода дамкой |                |                |                |                |   |  |
| | a               | b | c  | d | e              | f              | g              | h              |   |  |
| 8 | a8              | b8 чёрная шашка | c8 | d8 | e8             | f8 белая дамка | g8             | h8             | 8 |  |
| 7 | a7              | b7 | c7 | d7 | e7             | f7             | g7             | h7             | 7 |  |
| 6 | a6              | b6 | c6 | d6 | e6             | f6             | g6             | h6             | 6 |  |
| 5 | a5 чёрная шашка | b5 | c5 | d5 | e5             | f5             | g5             | h5             | 5 |  |
| 4 | a4              | b4 | c4 | d4 | e4             | f4             | g4             | h4             | 4 |  |
| 3 | a3 чёрная шашка | b3 | c3 | d3 | e3             | f3             | g3 белая шашка | h3             | 3 |  |
| 2 | a2              | b2 чёрная шашка | c2 | d2 | e2             | f2             | g2             | h2 белая шашка | 2 |  |
| 1 | a1              | b1 | c1 | d1 | e1 белая дамка | f1             | g1             | h1             | 1 |  |
| | a               | b | c  | d | e              | f              | g              | h              |   |  |

Этюдное мышление Сокова распространялось не только на шашки, но и на шахматы. Так, анализируя партии 12-го всесоюзного чемпионата по шахматам осенью 1940 года, он предложил в газете «64» оригинальный «этюдный» путь к выигрышу за белых в партии Петров—Панов. Этюд его собственного сочинения участвовал в конкурсе газеты «64» и был удостоен 3-го почётного отзыва.
Полная подборка всех известных шашечных этюдов Сокова (включая никогда ранее не публиковавшиеся, найденные в его личной тетради, которую сохранила жена чемпиона) вошла в его биографию, изданную в 1985 году. Хотя в целом эта масштабная работа получила положительные отзывы, проблемист А. Бакумец нашёл ошибки в анализе 15 этюдов, назвав авторов книги — Решетникова и Троцких — дилетантами. Неполным оказался анализ этюдов и в следующей биографии Сокова, увидевшей свет в 1991 году, причём в двух из них, как и в книге Решетникова и Троцких, вообще были приведены неверные решения. В газете «Вечерний Омск» был объявлен конкурс на поиск правильных решений этих этюдов, что в одном из случаев оказалось крайне трудно и заняло достаточно долгое время. К тому моменту случайно выяснилось, что причиной недостаточно качественного анализа в книге 1985 года была тоже проблема со временем. Как оказалось, авторы книги лишь за две недели до сдачи её в набор сумели передать подборку этюдов ленинградскому мастеру Игорю Алексееву для анализа и подготовки к печати; несмотря на все его усилия, двух недель интенсивной работы не хватило, чтобы полноценно обработать более двух сотен заданий. Уже в начале нового века гроссмейстеры В. А. Песоцкий и Е. А. Степанов с помощью программы «Магистр» — чемпиона России по шашкам среди компьютерных программ — нашли уточнения или усиления ещё нескольких этюдов Сокова.